# 久留米市役所
久留米市役所（くるめしやくしょ）は、日本の地方公共団体である久留米市の組織が入る施設（役所）である。

## 所在地
- 〒830-8520
- 住所：福岡県久留米市城南町15番地3

## 開庁時間
- 平日の午前8時30分から午後5時15分まで（土曜日・日曜日・祝日・年末年始を除く）
- 木曜日（休日を除く）は、本庁、総合支所、市民センターの一部の窓口業務を8時30分～19時まで
  - 住民異動届の受付（市外からの転入・市内の転居・市外への転出）
  - 住民票の写し、戸籍証明書の交付、戸籍届の受付
  - 印鑑登録・市民カード・印鑑登録証明書の交付
  - 税に関する証明書の交付
  - 市税の納付
  - 市税の納付相談
  - 国民健康保険の資格取得・喪失届
  - 国民健康保険料の納付
  - 国民健康保険料の納付相談
  - 国民年金の資格届・請求・免除・相談
  - 老人医療（後期高齢者医療）の受付
  - 乳幼児・障害者・母子家庭等医療の受付
  - 母子健康手帳の交付
  - 障害者福祉サービスの受付
  - 児童手当、児童扶養手当の受付

## アクセス
- JR久留米駅（鹿児島本線、久大本線、新幹線）より徒歩8分。
- 西鉄久留米駅（西鉄天神大牟田線、西鉄甘木線）より徒歩18分。
  - 80メートルを1分として計算した場合
- 西鉄バス6番・20番など「市役所前」下車（正面玄関の南東側）

## 市庁舎

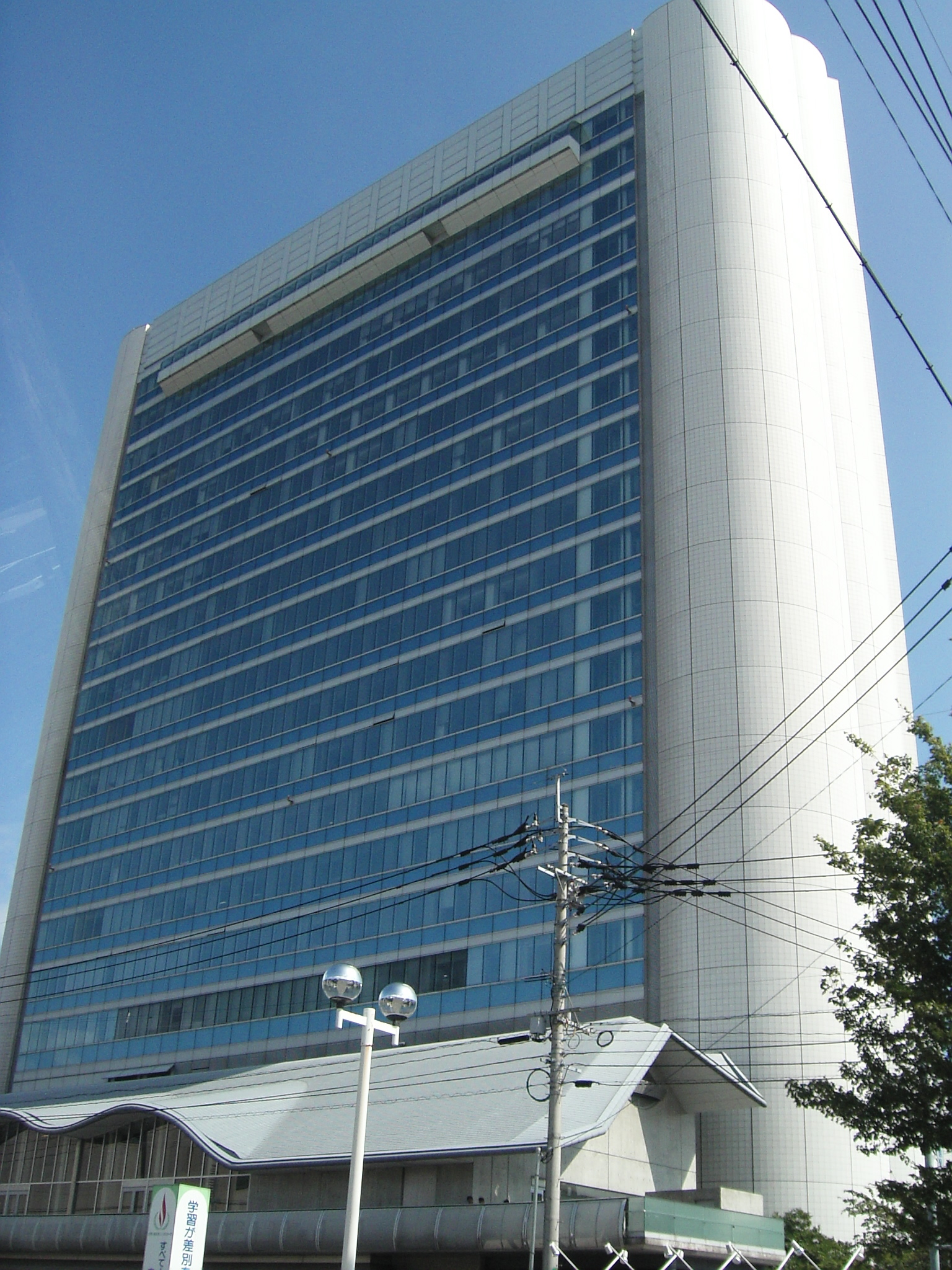
北側から見た本庁舎。低層階がくるみホール、最上階の突き出ている場所が展望ロビー

### 本庁舎
久留米市出身の設計士である菊竹清訓が設計した。
| 階  | 概 要 |
| --- | --- |
| 20F | 議場、第3委員会室、市民展望ロビー、喫茶「あおぞら」 |
| 19F | 議場、議運・特別委員会室、第1・第2委員会室 |
| 18F | 議会事務局 |
| 17F | 教育長室、教育部総務、学校教育課、学校保健課、学校給食会、人権・同和教育課、学校施設課、教職員課、久留米市外三市町高等学校組合、久留米市小・中学校PTA連合協議会                                |
| 16F | 家庭子ども相談課、子ども子育てサポートセンター、子ども保育課、保育士・保育所支援センター(無料職業紹介所）、監査委員事務局、監査委員室、授乳室                                                  |
| 15F | 子ども未来部総務、農村森林整備課、農業委員会事務局、子ども政策課、生産流通課、農業の魅力促進課、農政課、農政部総務                                                                             |
| 14F | 選挙管理委員会事務局、公平委員会事務局、久留米市民生委員児童委員協議会、地域福祉課、健康福祉部総務、障害者福祉課                                                                               |
| 13F | 契約課、工事検査課、住宅政策課、建築指導課、会議室 |
| 12F | 都市建設部総務、広域事業調整課、都市計画課、交通政策課、市民文化部総務、文化財保護課、公益財団法人久留米絣技術保存会、文化振興課、まちなか整備課                                               |
| 11F | 公園緑化推進課、建築課、設備課、労政課、商工政策課、新産業創出支援課、企業誘致推進課、観光・国際課、商工観光労働部総務                                                                         |
| 10F | 防災ルーム、防災対策課、河川課、路政課、道路整備課、財産管理課 |
| 9F  | 防災本部室、レクチャールーム、男女平等政策課、人権・同和対策課、財政課、広報戦略課、創生政策推進室、筑後川流域利水対策協議会、筑後川改修期成同盟会                                             |
| 8F  | 庁議室、秘書室、市長室、副市長室 |
| 7F  | 総務部総務課、行財政改革推進課、協働推進課、安全安心推進課、人事厚生課 |
| 6F  | 広聴・相談課、地域コミュニティ課、介護保険課、長寿支援課、久留米市校区まちづくり連絡協議会 |
| 5F  | 情報政策課 |
| 4F  | 401会議室 |
| 3F  | 301-309会議室、マイナンバーカード交付窓口、久留米市生活自立支援センター |
| 2F  | 2階市民ロビー「ホワイエ」、市民交流センター、くるみホール、カフェテリア（食堂）、売店、授乳室、久留米市ジョブプラザ、福岡県若者しごとサポートセンター筑後ブランチ/筑後若者サポートステーション |
| 1F  | エントランスロビー、待合コーナー、総合案内、市民課、健康保険課、医療・年金課、中央監視室、マイナンバー臨時窓口、コピー機、有償刊行物コーナー                                                   |
| B1F | 市民ロビー、金融出納ロビー、会計室、市民税課、資産税課、税収納推進課、生活支援第1課・第2課、行政資料コーナー                                                                                   |
| B2F | 書庫 |

### 環境部庁舎
環境部のみ、2017年11月20日から市役所近く（〒830-0042、久留米市荘島町375番地）の環境部庁舎に移転した。環境部建設課は上津クリーンセンターに移転した。
| 階 | 概 要                                            |
| -- | ------------------------------------------------ |
| 2F | 環境政策課、廃棄物指導課、環境保全課、環境部総務 |
| 1F | 車庫                                             |

## 総合支所

### 三潴総合支所

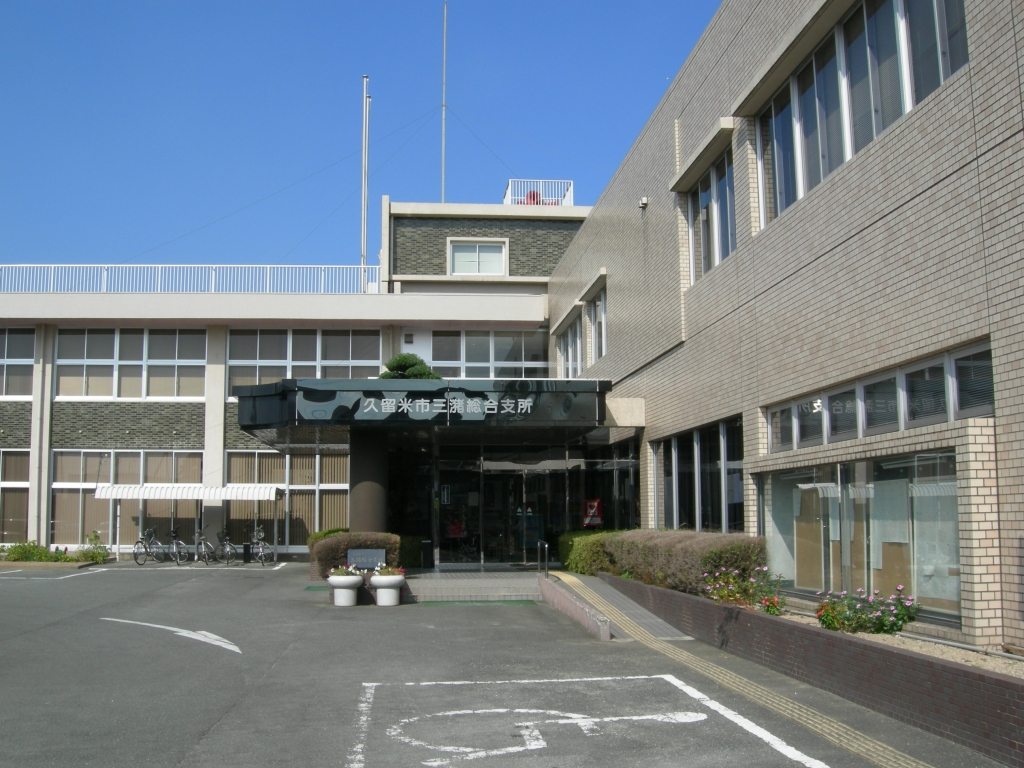
久留米市三潴総合支所

所在地
- 久留米市三潴町玉満2779-1

アクセス
- 三潴駅（西鉄天神大牟田線）

庁舎
元の三潴町役場を流用している。
| 階 | 概 要 |
| -- | --- |
| 3F | 会議室 |
| 2F | 食堂、会議室、久留米南部商工会（事務室、相談室）、地域振興課、保健センター（運動指導室、健康増進室）                               |
| 1F | 環境建設課、産業振興課、農業委員会、市民福祉課、保健センター（機能訓練室、栄養指導室、診察室、会議室）、宿直室、福岡銀行三潴派出所 |

### 北野総合支所
所在地
- 久留米市北野町中3245-3

アクセス
- 北野駅（西鉄甘木線）
- 西鉄バス「北野役場前」下車。

庁舎
本館は元の北野町役場を流用していたが、旧北野小学校の跡地に新築移転した。
| 階       | 概 要                                                                                                 |
| -------- | --- |
| 本館2F   | 地域振興課、環境建設課、相談室など                                                                    |
| 本館1F   | 市民福祉課、産業振興課、公金収納・支払窓口、社会福祉協議会北野支所、保健師事務室、101会議室、管理人室 |
| 西別館2F | 産業振興課（農業委員会）など                                                                          |
| 西別館1F | 環境建設課、会議室など                                                                                |

### 田主丸総合支所
所在地
- 久留米市田主丸町田主丸459-11

アクセス
- JR田主丸駅（久大本線）
- 西鉄バス・甘木観光バス「田主丸中央」下車。

庁舎
元の田主丸町役場を流用していたが、敷地内に新庁舎を建て替えた。
| 階 | 概 要 |
| -- | --- |
| 2F | 地域振興課、環境建設課、多目的運動室、201会議室、202会議室、田主丸保健センター（調理実習室、研修室） |
| 1F | 市民福祉課、産業振興課、農業委員会、指定金融機関派出所、久留米東第2地域包括支援センター、田主丸保健センター（多目的室1・2、授乳室、診察室1・2、健診準備室、相談室）、田主丸校区コミュニティセンター、中央管理室、夜間受付 |

### 城島総合支所
所在地
- 久留米市城島町楢津743－2

アクセス
- 大善寺駅（西鉄天神大牟田線）
- 西鉄バス「城島新町」下車。

庁舎
元の城島町役場を流用している。
| 階 | 概 要 |
| -- | --- |
| 4F | 401・402会議室、衛生検査センター（事務室、検査室）                                                               |
| 3F | 地域振興課、総合支所長室、応接室、301-303会議室、光庭                                                            |
| 2F | 環境建設課、書庫、産業振興課、農業委員会、城島町土地改良区、休憩室、和室                                         |
| 1F | 玄関ホール、市民福祉課、久留米市社会福祉協議会城島支所、相談室、管理人室、ロッカー室、久留米市指定金融機関派出所 |

## 市民センター

### 所在地
| 耳納市民センター - 久留米市善導寺町飯田202番地1 筑邦市民センター - 久留米市大善寺町宮本165番地12 上津市民センター - 久留米市上津1丁目13番21号 | 高牟礼市民センター - 久留米市御井町2259番地3 千歳市民センター - 久留米市東合川8丁目6番21号 市民センター多目的棟 - 久留米市大善寺町宮本165番地6 |

### 業務内容
- 戸籍に関すること。
- 住民基本台帳に関すること。
- 印鑑登録に関すること。
- 外国人登録済証明の発行に関すること。
- 埋火葬の許可に関すること。
- 市税の証明に関すること。
- 公金の収納に関すること。
- 住居表示設定届の受付及び変更証明の発行に関すること。
- 市政についての相談に関すること。
- 国民健康保険の資格の得喪、給付に係る申請の受付等に関すること。
- 後期高齢医療の資格の得喪、給付に係る申請の受付等に関すること。
- 国民年金の資格の得喪、保険料の免除及び給付に係る申請の受付等に関すること。
- 母子健康手帳の交付に関すること。
- 乳幼児医療費、重度心身障害者医療費及び母子家庭等医療費に係る申請の受付等に関すること。
- 介護保険の資格の得喪、認定及び給付に係る申請の受付等に関すること。
- 児童手当及び児童扶養手当に係る申請の受付等に関すること。
- 福祉相談の受付に関すること。
- 市民センター多目的棟に関すること。

## 備考
- 市庁舎東側出入口前に、東京オリンピックのゴールドポスト（第71号）が設置されている[2]（ゴールドポストプロジェクト[3]）。